# Ziegeleiweiher Rickelshausen
Der Ziegeleiweiher Rickelshausen ist ein Naturschutzgebiet im Gebiet der Gemeinden Radolfzell am Bodensee und Singen im Landkreis Konstanz in Baden-Württemberg.

## Beschreibung
Das rund 19 Hektar große Areal wurde 1993 als Naturschutzgebiet ausgewiesen. Die Besonderheit des Gebietes ergibt sich aus seiner Wasserfläche mit Röhrichten, Pfeifengraswiesen, Binsenriede und Seggenriede sowie feuchten Wirtschaftswiesen und einem Stieleichen-Hainbuchenwald in enger Verzahnung mit dem Feuchtgebiet.

## Schutzzweck
Wesentlicher Schutzzweck ist laut Schutzgebietsverordnung die Erhaltung der Wasserflächen und Uferzonen mit Röhrichten als Lebensraum seltener und gefährdeter Vogelarten, die Erhaltung und Entwicklung von Pfeifengraswiesen, Binsenrieden, Seggenrieden und feuchten Wirtschaftswiesen als Lebensraum teilweise stark gefährdeter Pflanzenarten sowie als Nahrungsgrundlage zahlreicher Tierarten sowie die Erhaltung und Entwicklung des Stieleichen-Hainbuchenwaldes als mit dem Feuchtgebiet eng verzahnte, standorttypische Laubwaldgesellschaft.

## Flora und Fauna

### Fauna
Folgende Arten (Auswahl) sind im Gebiet Ziegeleiweiher Rickelshausen erfasst:

Amphibien
- Erdkröte
- Gelbbauchunke
- Grasfrosch
- Teichfrosch

Libellen
- Blauflügel-Prachtlibelle
- Blutrote Heidelibelle
- Braune Mosaikjungfer
- Feuerlibelle
- Frühe Heidelibelle
- Gemeine Becherjungfer
- Gemeine Binsenjungfer
- Gemeine Heidelibelle
- Glänzende Smaragdlibelle
- Große Heidelibelle
- Große Königslibelle
- Große Pechlibelle
- Großer Blaupfeil
- Kleine Königslibelle
- Spitzenfleck
- Westliche Keiljungfer

Schmetterlinge
- Dunkler Wiesenknopf-Ameisen-Bläuling

Vögel
- Baumpieper
- Drosselrohrsänger
- Fitis
- Grünfink
- Heckenbraunelle
- Kleiber
- Mönchsgrasmücke
- Nachtigall
- Pirol
- Rotkehlchen
- Schwarzmilan
- Tannenmeise
- Wintergoldhähnchen
- Zilpzalp